# Angry Birds
Angry Birds je miselna videoigra finskega podjetja Rovio Mobile. Prvič je izšla decembra leta 2009 na Applovem operacijskem sistemu (Apple iOS). Zaradi množičnega uspeha so od izdaje prodali že 12 milijonov izvodov preko Applove spletne trgovine App Store.
Podjetje se je odločilo za izdajo igre tudi na operacijskem sistemu Android.
Igra Angry Birds se igra tako, da morajo igralci s fračo izstreliti ptice v različne prepreke in ovire tako, da pokončajo prašiče. Z novimi nivoji igre se odklenejo tudi različne vrste ptičev, ki imajo različne sposobnosti in igralcu omogočajo, da doseže več točk.
Med ustvarjanjem igre so si sprva domislili le animirane brezkrile ptiče, šele z izbruhom prašičje gripe pa so dobili idejo, da bi bili ptiči veliki sovražniki prašičev.
Igra je postala zelo uspešna, ker je igralca hitro zasvojila in bila cenovno zelo dostopna. Zaradi velike popularnosti je bila izdana tudi v različici za osebne računalnike. Leta 2010 je postala hit med najbolj aktualnimi igrami in prav tako najuspešnejša mobilna aplikacija.